# Le Pigeon (film)
Pour les articles homonymes, voir Le Pigeon.
Ne doit pas être confondu avec Le Pigeon (téléfilm).
Série
Hold-up à la milanaise
(1959)
Pour plus de détails, voir Fiche technique et Distribution.

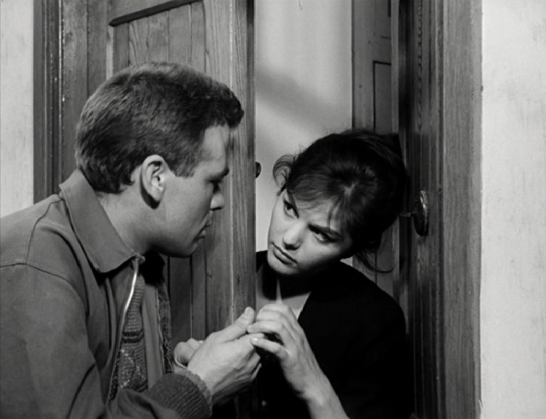
Renato Salvatori et Claudia Cardinale dans une scène du film.

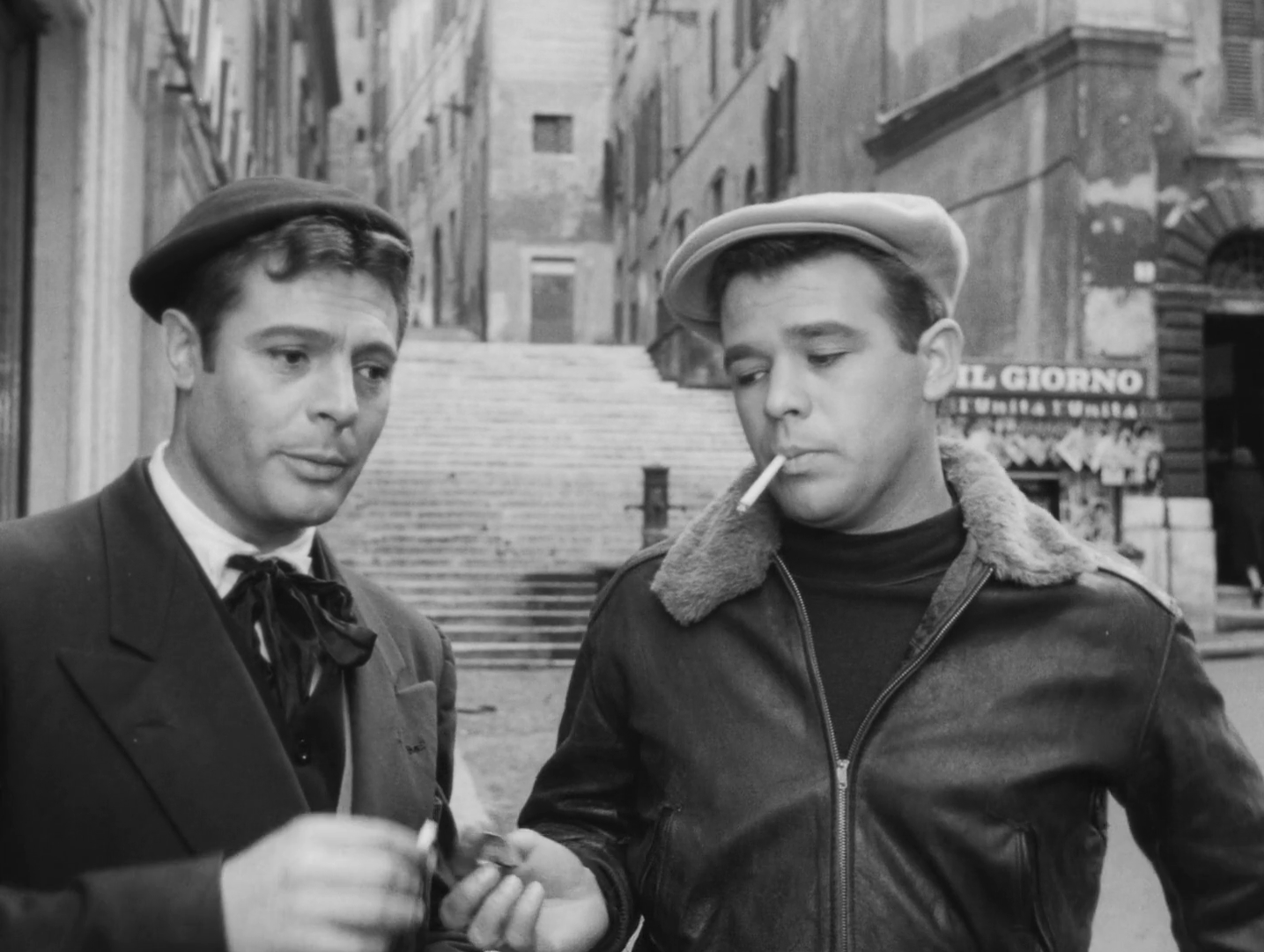
Marcello Mastroianni et Renato Salvatori dans une scène du film.

Le Pigeon (I soliti ignoti) est un film italien réalisé par Mario Monicelli, sorti en 1958.
Le film évoque une bande de malfrats minables qui tentent un vol rocambolesque.

## Synopsis
Rome, milieu des années 1950. Cosimo (Memmo Carotenuto) est arrêté par la police alors qu'il tente de voler une Fiat 1400. Pour que Cosimo soit libéré, ses amis malfrats recherchent un pigeon (en italien pecora, c'est-à-dire un mouton) qui, pour 150 000 lires, s'accusera du délit (le vol de la voiture) et effectuera la peine à la place du coupable, sachant qu'avec un casier judiciaire vierge ce ne devrait être que 6 mois de prison avec sursis. Mais tous les candidats, étant récidivistes, risquent des peines de prison ferme. Peppe le boxeur (Vittorio Gassman), au casier judiciaire vierge, croulant sous les dettes, finit par accepter et se présente au juge pour clamer sa culpabilité. Mais le juge n'est pas dupe et l'enferme avec Cosimo. Après son jugement, Peppe est désemparé, indiquant avoir pris trois ans de prison ferme. Cosimo, pris de remords, révèle à Peppe le plan (infaillible) de son prochain coup. Peppe le remercie mais précise qu'il est en fait libre et sort de prison sous la fureur de Cosimo. Peppe organise alors méticuleusement le casse avec les complices de Cosimo.
À l'occasion d'une amnistie générale, Cosimo est libéré. Il retrouve Peppe, bien décidé à se venger. Peppe et ses complices lui proposent de l'associer au casse. Cosimo, humilié, refuse toute association et se retire en couvrant la bande de son mépris. Il décide de couper l'herbe sous le pied à ses ex-complices en y commettant un braquage. Il se présente à l'heure de la fermeture et braque son pistolet sur le caissier assis derrière son guichet. Le fonctionnaire, pressé, saisit l'arme par le canon, y jette un coup d'œil et annonce : «  Beretta 7,65, très mauvais état, 1 000 lires... ». Cosimo, écœuré, s'en va, mais attend dans la rue la sortie des fonds. Une jeune femme portant une cassette sort du Mont de Piété, et Cosimo se dirige vers elle, mais un homme rejoint la femme, l'accompagne et le malfrat abandonne. Aux abois, il essaie ensuite, lancé sur sa bicyclette, d'arracher son sac à main à une passante. L'action échoue et — poursuivi par des passants — il se fait écraser par un tramway.
À l'enterrement de Cosimo, l'équipe décide de maintenir le cambriolage et fait appel à un spécialiste en coffre-forts. Rien ne se passe comme prévu.

## Fiche technique
- Titre : Le Pigeon
- Titre original : I soliti ignoti
- Réalisation : Mario Monicelli
- Scénario : Mario Monicelli, Agenore Incrocci, Furio Scarpelli et Suso Cecchi D'Amico
- Production : Franco Cristaldi
- Musique : Piero Umiliani
- Photographie : Gianni Di Venanzo
- Montage : Adriana Novelli (it)
- Décors : Vito Anzalone
- Costumes : Piero Gherardi
- Pays de production : Italie
- Langue : italien
- Format : Noir et blanc - 1,37:1 - Mono - 35 mm
- Genre : Comédie à l'italienne
- Durée : 106 minutes
- Date de sortie : 
  - Espagne : 25 juillet 1958 (Festival du film de Saint-Sébastien)
  - Italie : 26 juillet 1958 (Festival du film de Bordighera) ; 24 septembre 1958 (Turin)
  - France : 9 septembre 1959
- Affiche : Gilbert Allard (France)

## Distribution
| - Vittorio Gassman (V.F : Marc Cassot) : Peppe, un boxeur minable qui s'improvise chef de bande - Renato Salvatori (V.F : Michel Cogoni) : Mario Angeletti, un orphelin au chômage, membre de la bande - Memmo Carotenuto (V.F : Fernand Rauzena) : Cosimo, un petit voleur miteux qui se fait piquer son coup par Peppe - Rosanna Rory (V.F : Jacqueline Carrel) : Norma, la maîtresse de Cosimo - Carla Gravina (V.F : Sophie Leclair) : Nicoletta, une petite bonne que courtise Peppe - Claudia Cardinale : Carmela, la sœur de Michele - Carlo Pisacane (V.F : Louis de Funès) : un vieillard gourmand, membre de la bande - Tiberio Murgia (V.F : Michel Roux) : Michele dit Ferribotte, un Sicilien membre de la bande - Gina Rovere (V.F : Martine Sarcey) : Teresa, la femme de Tiberio - Marcello Mastroianni (V.F : Jean-Claude Michel) : Tiberio, un photographe affublé d'une femme en prison et d'un bébé vagissant, membre de la bande - Totò (V.F : Fred Pasquali) : Dante Cruciani, un vieux professeur chargé d'inculquer à la bande l'art de percer les coffres-forts | - Gina Amendola (it) : Nerina, l'un des trois « mères » de Mario - Elvira Tonelli : Assunta - Elena Fabrizi : Signora Ada - Pasquale Misiano : Massimo - Renato Terra : Eladio - Aldo Trifiletti : Fernando - Nino Marchetti (it) : Luigi, l'employé du mont-de-piété - Mario De Simone (it) : le brocanteur - Mario Feliciani : le juge - Mimmo Poli (it) : un détenu - Lisa Romey : Emilia - Roberto Spiombi : Piero - Gustavo Serena - Ida Masetti : Gabriella - Adriana Giuffrè |

## Production

### Scénario
Le titre original « I soliti ignoti » signifie en italien littéralement « Les habituels inconnus ». À la fin du film, un gros plan d'un article de journal annonce : « Les habituels inconnus entrent par effraction dans un appartement et volent de la « pasta e ceci » [des pâtes aux pois-chiches] ». Le scénario (et surtout la fin) est inspiré d'une nouvelle, Furto in una pasticceria (« Vol dans une pâtisserie »), publiée dans le volume Ultimo viene il corvo (« À la fin vient le corbeau ») d'Italo Calvino (1949),.

## Analyse
Le film marque la naissance d'une comédie plus complexe et sociale, marquée par l'héritage néoréaliste. Monicelli décide de représenter des marginaux motivés par le désir de gagner quelque argent que la société italienne de l'époque ne peut leur offrir, tant ceux-ci sont enfermés dans une périphérie sociale qui rend toute insertion illusoire. Leurs échecs successifs dans leur entreprise de cambriolage donnent aux événements une dimension profondément tragi-comique, et "annonce une transformation de la comédie italienne qui aboutira au début des années soixante à la naissance de la comédie à l'italienne, c'est-à-dire à l'affirmation d'un genre qui n'hésite plus à traiter des sujets dramatiques en termes comiques et à mélanger la drôlerie la plus débridée avec le désespoir le plus noir" .
Dès lors, le cinéma comique italien s'attachera à dénoncer les tares qui empêchent l'épanouissement social et politique du pays. L'Italie présentée dans Le Pigeon est une Italie dont les plaies ont été laissées béantes depuis la fin de la guerre, dans laquelle la pauvreté et le sous-développement (dont le signe le plus visible est le développement des borgate, les bidonvilles) se mêlent aux incompréhensions linguistiques, laissant les pauvres à la marge, condamnés à survivre par la débrouillardise.

## Suite et remakes
Nanni Loy tournera une suite en 1959 : Hold-up à la milanaise (Audace colpo dei soliti ignoti).
Puis c'est : Le Pigeon vingt ans après (1985), d'Amanzio Todoni, avec Mastroianni, Gassman et Tiberio Murgia, musique de Nino Rota. Tiberio, le photographe, sort de prison, mais plus rien n'est comme avant...
Également deux remakes du film : 
- Crackers (1984) de Louis Malle ;
- Bienvenue à Collinwood (Welcome to Collinwood) (2002) d'Anthony et Joe Russo.

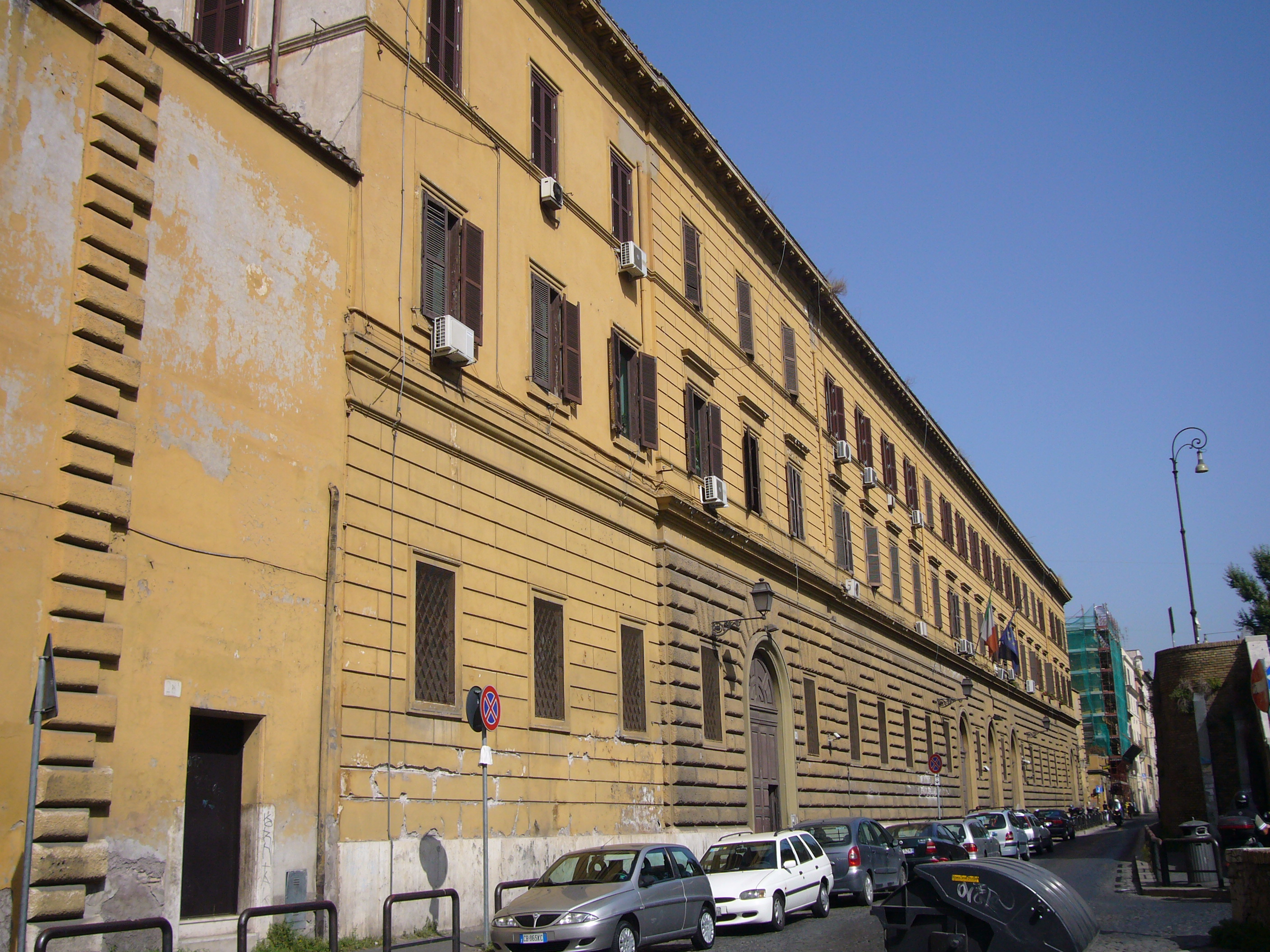
Vue de la façade principale de la prison romaine Regina Coeli donnant sur la via della Lungara, dans le quartier du Trastevere.

## Distinction
- Nommé pour l'Oscar du meilleur film en langue étrangère à la 31e cérémonie des Oscars